# Семирамида
Име Семирамида (Семирамис или Саму-рамат, акадски;ܫܲܡܝܼܪܵܡ Shamiram, /səˈmɪrəmɪs, sɪ-, sɛ-/; јерм. Շամիրամ Shamiram), прослављено записима старогрчких историчара, везује се за древну оријенталну јунакињу и краљицу. Семирамида је била легендарна лидијска-вавилонска супруга Онеса и Нина, кога је наследила на трону Асирије. Легенде по причању Диодора са Сицилије, базиране на радовима Ктезија описују њу и њене односе са Онесом и краљем Нином, митским краљом Асирије који није потврђен у много старијем и свеобухватнијем списку асирских краљева. Аутохтони Асирци из Ирака, североисточне Сирије, југоисточне Турске, и северозападног Ирана још увек користе Семирамиду (такође Шамирам) као име за женску децу.
Тек 1910. професор Карл Фридрих Леман-Хаупт из Берлина је успео да пронађе њено право место у вавилонско-асирској историји. Сматра се да је владала од 810. до 782. п. н. е. Доказано је да су легенде које су око њеног имена испрели Јустин, Диодор са Сицилије и други, потпуно нетачне.
Прави и историјски Шаму-рамат (првобитни акадски облик имена) била је асирска супруга Шамши-Адада V (владао 824. п. н. е. – 811. п. н. е.). Она је била владарка Неоасирског царства као њен регент пет година пре него што је њен син Адад-нирари III постао пунолетан и преузео власт. Она је владала у време политичке неизвесности, што је једно од могућих објашњења зашто су Асирци можда прихватили владавину жене када то није дозвољавала културна традиција. Она је освојила већи део Блиског истока и Леванта и стабилизовала и ојачала царство након разорног грађанског рата. Нагађало се да је то што је жена која је успешно владала можда натерало Асирце да је посматрају са посебним поштовањем и да су се њена достигнућа могла препричавати генерацијама све док није претворена у легендарну личност.
Име Семирамиде почело је да се примењује на разне споменике у западној Азији и Анадолији чије је порекло било заборављено или непознато. Разна места у Горњој Месопотамији и широм Месопотамије у целини, Медије, Персије, Леванта, Анадолије, Арабијског полуострва и Кавказа носила су име Семирамиде, или донекле измењено. Појављује се током средњег века, а Шамирамагерд (на јерменском значи створила га је Семирамида) је старо име јерменског града Вана. Ултиматно, изгледа да јој је приписано скоро свако величанствено дело антике у близини Еуфрата или у Ирану, чак и Бехистунски натпис Дарија. Херодот јој приписује вештачке обале које су ограничавале Еуфрат, и знао је њено име, јер је било уписано на вавилонским вратима.

## Историјски налази
Професор Леман-Хаупт је, састављајући резултате археолошких истраживања, донео следеће закључке. Семирамис је грчка форма Самурамат. Била је вероватно из Вавилона, јер је заправо она била та која је наметнула вавилонски култ „Небо“ или „Набу“ уместо асирске религије. Стуб откривен 1909. описује Семирамиду као „жену из палате Самсија-Адада, краља света, краља Асирије, краља четири стране света“. Нинаис је био њен син.

## Легенде о Семирамиди
Како Ктесијас и Диодор пишу, она је била митска јунакиња божанског порекла. Била је кћи богиње-рибе Атагартис из Аскалона у Сирији. Рано напуштену, одгајили су је голубови, све док је није нашао Симас, краљевски пастир.
Верује се да је након победе код Бактре срела Нинуса, митског оснивача Ниниве. У то време била је удата за једног од Нинусових официра, Онеса, за кога се сматра да га је Нинус лично уклонио или да је извршио самоубиство. Импресиониран њеном храброшћу у бици код Бактре, Нин је узима за жену.
Са Нинусом је Семирамида имала дете, Ниниаса. Након Нинусове смрти, наслеђује га на престолу. Подиже му је маузолеј у близини Вавилона, девет стадија висок и десет широк. Подиже велике градове, посебно Вавилон, и чудесне споменике, и путеве кроз неприступачне планине. Семирамида је наредила изградњу Висећих вртова Вавилона. Била је неуспешна само у нападу на Индију. На крају владавине, након 42 године, препушта престо сину Ниниасу и нестаје. Према ономе што се сматра оригиналом ове приче, претвара се у голубицу и од тада бива обожавана као богиња.
Нинус је владао од 2189. године п. н. е, владао је 52 године, до 2137. године п. н. е, што треба да буде потврда да је Семирамида живела у то време.
По другој верзији Семирамида је била безначајна дворска дама у палати некаквог асирског краља и задобила је његову наклоност и постала је затим и његова супруга. На једној од гозби га је наговорила да јој на пет дана препусти владавину и када је у руке добила жезло бацила је мужа у тамницу и више га из ње није пуштала. Владала је дуго година али су је више од те владавине прославили висећи вртови које је дала саградити на реци Еуфрат.
Било како било са Семирамидином биографијом нема двојби да су висећи вртови заиста постојалии да су били наводњавани из реке Еуфрат и ово је открио крајем 20. века немачки археолог Роберт Колдевеј (била је то исто такова сензација као и када је открио основу Вавилонске куле и остатке Вевилонских зидина које се исто тако сматрају за светска чуда. Чини се да је неосновано тврдити да је ове вртове дала саградити историјска личност Семирамида која је владала 810- 806. godine p.n.e. и вероватно су настали у доба краља Навукодоносора II 604- 562. godine p.n.e.

## Занимљивости
Популарна етимологија, која јој је прва повезала име с голубовима (асирски: „сумат“ - голуб), покренула је идентификацију историјске Семирамиде са богињом Иштар и њеним голубовима.
Јеврејски историчар Јосиф повезује Нинуса са библијским краљем Нимродом. Протестантски митолог Александер Хислоп подигао је Семирамиду на космички пиједестал. У својој књизи „Два Вавилона“ покушава да покаже да су Семирамида и Нинус, кратко поменут у Књизи постања као моћни ловац пред Богом, исти као Изис и Озирис, или Астарте и Тамуз. Према Хислоповој верзији ове приче, Семирамида постаје Благословена девица Марија; већина светских митских фигура су само копије приче о Семирамиди и Нинусу. Ова теорија је требало да покаже да је римокатоличанство заправо паганство. Мало је људи прихватило ову верзију приче, а она се данас одржава кроз стрипове Џека Чика.
Семирамида се појављује у више драма и опера, од којих су најзначајнији:
- Волтерова трагедија Семирамис
- опера Доменика Кимарозе Семирамида и
- опера Ђоакина Росинија, такође Семирамида.
- Данте Алигијери-Пакао